# Francis Morel
Pour les articles homonymes, voir Morel.
Francis Morel est un homme d'affaires et homme de presse français né le 16 juillet 1948. 

## Biographie
Francis Morel, né le 16 juillet 1948, diplômé de l'Institut d'études politiques de Paris et titulaire d'une licence en droit, commence sa carrière professionnelle chez D'aucy (conserves alimentaires). Au sein de la cellule marketing de l'entreprise, il y voit naître le célèbre "petit lapin", star des spots publicitaires de la marque.
Après un complément de formation à l'INSEAD, il rencontre en 1973, Claude Pommereau, éditeur de France-Soir, Bruno Rohmer (administrateur de ELLE) et Jean Mauduit (directeur des études et de la recherche du groupe Hachette). Il apprend son métier aux côtés de Gérald de Roquemaurel. Lorsque Hachette Filipacchi Médias vend France-Soir à Robert Hersant, il reste dans l'entreprise et finit par être nommé directeur général adjoint d'Edi 7. Il édite des encyclopédies en fascicule qui connaissent un très grand succès en 1981 : Harmonies du couple, vendu à un million d'exemplaires. Francis Morel est alors nommé éditeur du Journal du dimanche et directeur général d'Edi 7.
En 1984, il est débauché par les Éditions Mondiales (Télé Poche, Intimité, Nous Deux, Modes et travaux). Le principal actionnaire du groupe, Philippe Bouriez, possédait également des chaînes de supermarché (Cora, Match). En 1994, le groupe comprend 30 titres dont Auto Plus (350 000 exemplaires vendus par semaine). Les actionnaires le nomment président des Éditions Mondiales en 1987. Il a 40 ans. Il fusionne les titres Diapason et Harmonie. En 1993, Philippe Bouriez se sépare de ses actions pour des raisons de trésorerie. L'imprimerie est rachetée par Robert Maxwell. Les titres français sont vendus au groupe Emap durant l'été 1994.
Il est gérant des NMPP de 1992 à 1996 et président de l'Association de la Presse magazine. En 1996, TF1 lui propose la présidence de TF1 International, filiale chargée des licences et des droits de retransmission) qu'il quitte en 1997 pour racheter, avec Hubert Boucheron, son compagnon de travail de 25 ans, Télé Magazine, un magazine vendu aux caisses des supermarchés, et créer la société Publications Grand Public avec le lancement de plusieurs titres : J'économise sur une idée de Thierry Ardisson, Rebondir (racheté à Bertrand Lobry). En 2000, il vend cette société au groupe allemand Axel Springer, puis la quitte fin 2003, pour devenir début 2004 directeur général de la socpresse (Le Figaro, etc.) , puis président du Syndicat de la presse quotidienne nationale (SPQN), où il accélère le mouvement de modernisation des imprimeries entamé à la fin des années 1980, organise la refonte de plusieurs titres du groupe et opère de nombreux développements sur internet. Sa stratégie est alors souvent saluée comme un "modèle de diversification de la presse dans le numérique". Il est à l'origine du projet de cinq quotidiens de lancer un "kiosque numérique", avec moteur de recherche, permettant d'offrir une offre alternative à la pénétration de Google sur le marché de l'information en ligne. Il devient aussi membre du Conseil d'administration de l'Agence France-Presse (AFP), et exprime des réserves sur la stratégie de celle-ci de distribuer gratuitement sa production sur Internet, au moment où les quotidiens tentent de lancer des services associant le payant et le gratuit.
À la suite de désaccords avec l'actionnaire Serge Dassault, il quitte ses fonctions au groupe Le Figaro en janvier 2011. Un article signé de Georges Malbrunot, paru le 26 juin 2010 et intitulé « Le business secret d'Israël dans le golfe Persique », avait particulièrement mécontenté Serge Dassault. Ce texte évoquait la coopération dans le domaine de la sécurité entre Israël et les Émirats arabes unis, à qui Dassault essaie de vendre le Rafale, un avion de combat français, suscitant la colère des responsables émiratis. À la suite de cette parution, Serge Dassault a demandé le licenciement du journaliste, requête à laquelle Francis Morel avait opposé une fin de non recevoir. Il a été remplacé à la direction du Groupe Le Figaro par Marc Feuillée, jusqu'alors président du directoire de L'Express.
Francis Morel a quitté dans la foulée la présidence de la Coopérative de distribution des quotidiens, où Nathalie Collin, coprésidente du directoire de Libération, a été élue pour lui succéder.
Puis Francis Morel devient le nouveau PDG du groupe Les Echos, éditeur notamment du quotidien du même nom. Francis Morel remplace Nicolas Beytout qui avait rejoint la direction du groupe de presse économique fin 2007 après en avoir déjà dirigé la rédaction entre 1996 et 2004.
Dans le cadre d'un litige avec le fisc français, Francis Morel a été condamné, sur plainte du Trésor public, à quinze mois de prison avec sursis et 15 000 euros d'amende. Des sanctions confirmées par la Cour de Cassation le 19 mars 2003. En 2005, la Cour d'Appel de Paris, après avoir constaté que Francis Morel avait satisfait à l'ensemble de ses obligations fiscales, a ordonné la suppression de cette condamnation de son casier judiciaire. Francis Morel a été fait chevalier dans l'Ordre national de la Légion d'honneur le 14 juillet 2007.

## Sources
- « Francis Morel, fédérateur de niches éditoriales », Céline Edwards-Vuillet, La Tribune de la Vente, décembre 1999, no 287, p. 42-43.
- Marianne (numéro du 12 février 2005).
- « Francis Morel évincé du Figaro pour incompatibilité d'humeur avec Serge Dassault », Le Monde (numéro du 11 janvier 2010)[2].